# 1588
Il 1588 (MDLXXXVIII in numeri romani) è un anno bisestile del XVI secolo.

## Eventi
- 8 agosto – Battaglia navale di Gravelines: Francis Drake sconfigge l'Invincibile Armata spagnola.
- Thomas Cavendish ultima la prima circumnavigazione del globo effettuata con quest'intento.

### America del Nord
- Thomas Harriot, che fa parte dell'entourage di Walter Raleigh, pubblica A Briefe and True Account of the New Found Lande of Virginia, uno scritto che cerca di stimolare possibili investitori e coloni sulle prospettive che offre il Nuovo Mondo.

## Nati

### Gennaio
- 6 gennaio - Elizabeth Stanley, nobildonna e scrittrice inglese († 1633)
- 6 gennaio - Alvise Valaresso, politico e diplomatico italiano († 1650)
- 8 gennaio - Giovanni Francesco Gondola, scrittore e poeta dalmata († 1638)
- 10 gennaio - Nicolaes Eliaszoon Pickenoy, pittore olandese
- 12 gennaio - John Winthrop il Vecchio, politico e teologo inglese († 1649)
- 20 gennaio - Francesco Gessi, pittore italiano († 1649)

### Febbraio
- 9 febbraio - Zenobia Gonzaga, nobildonna italiana († 1618)
- 21 febbraio - Cassiano dal Pozzo, viaggiatore e collezionista d'arte italiano († 1657)

### Marzo
- 21 marzo - Egon VIII di Fürstenberg-Heiligenberg, nobile e generale tedesco († 1635)
- 29 marzo - Margherita Aldobrandini, sovrana italiana († 1646)

### Aprile
- 4 aprile - Alessandro Varotari, pittore italiano († 1649)
- 5 aprile - Thomas Hobbes, filosofo inglese († 1679)
- 15 aprile - Claudius Salmasius, antiquario, umanista e filologo classico francese († 1653)
- 16 aprile - Emanuele Filiberto di Savoia, militare († 1624)

### Maggio
- 2 maggio - Étienne Pascal, magistrato e matematico francese († 1651)
- 13 maggio - Ole Worm, medico, biologo e filologo danese († 1654)
- 28 maggio - Pierre Séguier, politico e magistrato francese († 1672)

### Giugno
- 3 giugno - Giulio Federico di Württemberg-Weiltingen, duca († 1635)
- 6 giugno - Charles d'Ambleville, religioso, compositore e organista francese († 1637)
- 20 giugno - Lorenzo Brunelli, compositore italiano († 1648)
- 30 giugno - Giovanni Maria Sabino, compositore e organista italiano († 1649)

### Luglio
- 2 luglio - Prospero Fagnani Boni, giurista italiano († 1678)
- 7 luglio - Volrado IV di Waldeck, nobile tedesco († 1640)
- 12 luglio - Scipione Li Volsi, scultore italiano († 1667)
- 16 luglio - Daniele Antonini, matematico, fisico e militare italiano († 1616)
- 21 luglio - Alfonso Gonzaga, arcivescovo cattolico italiano († 1649)

### Agosto
- 1º agosto - François de La Mothe Le Vayer, filosofo, scrittore e letterato francese († 1672)
- 12 agosto - Ottavio Corsini, arcivescovo cattolico e letterato italiano († 1641)
- 28 agosto - Leonardo Foscolo, militare italiano († 1660)

### Settembre
- 1º settembre - Enrico II di Borbone-Condé, nobile francese († 1646)
- 8 settembre - Marin Mersenne, teologo, filosofo e matematico francese († 1648)
- 10 settembre - Nicholas Lanier, cantore, liutista e compositore inglese († 1666)
- 12 settembre - Louis Chantereau Lefèbvre, scrittore e storico francese († 1658)

### Ottobre
- 16 ottobre - Luca Wadding, francescano e storico irlandese († 1657)
- 28 ottobre - Giovanni Giuda Giona Battista, ebraista e diplomatico italiano († 1668)

### Dicembre
- 2 dicembre - Leonhard Kern, scultore tedesco († 1662)
- 10 dicembre - Johann von Aldringen, generale († 1634)
- 10 dicembre - Isaac Beeckman, fisico, filosofo e medico olandese († 1637)
- 15 dicembre - Adolfo Federico I di Meclemburgo-Schwerin, nobile tedesco († 1658)
- 15 dicembre - Charles de Condren, presbitero francese († 1641)
- 24 dicembre - Costanza d'Asburgo, regina († 1631)
- 24 dicembre - Jost Fleckenstein, ufficiale svizzero († 1652)

### Senza giorno specificato
- Johann Heinrich Alsted, teologo tedesco († 1638)
- Bartolomeo Ambrosini, botanico, medico e naturalista italiano († 1657)
- Giuseppe Badaracco, pittore italiano († 1657)
- Angelica Baitelli, storica e badessa italiana
- Guillaume Bautru, politico e diplomatico francese († 1665)
- Girolamo Borsieri, poeta, scrittore e presbitero italiano († 1629)
- Girolamo Bossi, umanista italiano († 1646)
- Richard Brathwaite, poeta inglese († 1673)
- Giacomina di Bueil, nobildonna francese († 1651)
- Gregorio Carafa, arcivescovo cattolico italiano († 1675)
- Ilario Casolani, pittore italiano († 1661)
- François de Cauvigny de Colomby, poeta e oratore francese († 1648)
- Daniel Cawdry, presbitero inglese († 1664)
- Giovan Filippo Certani, nobile italiano († 1630)
- Felice Contelori, presbitero, storico e bibliotecario italiano († 1652)
- Robert Filmer, filosofo inglese († 1653)
- Francesco Gabrielli, attore teatrale italiano († 1636)
- Francesco Gonzaga, vescovo cattolico italiano († 1673)
- José Antonio González de Salas, umanista e scrittore spagnolo († 1654)
- Antoniotto Invrea, doge († 1669)
- Johannes Janssonius, cartografo, editore e incisore olandese († 1664)
- Francesco Lanario, militare e umanista italiano († 1624)
- Guy Michel Le Jay, biblista e giurista francese († 1674)
- Luisa Margherita di Lorena, nobildonna francese († 1631)
- Johannes van Mildert, scultore fiammingo († 1638)
- Gavino Penducho Carta, funzionario spagnolo († 1652)
- Jacob Quina, pittore olandese
- Ligdan Khan, condottiero e sovrano mongolo († 1634)
- Catherine de Vivonne de Rambouillet, nobile francese († 1665)
- Juan de las Roelas, pittore spagnolo († 1625)
- Giacomo Antonio Santagostino, pittore italiano († 1648)
- William Seymour, II duca di Somerset, nobile britannico († 1660)
- Benedetto Ubaldi, cardinale e vescovo cattolico italiano († 1644)
- Kaspar Uttenhofer, matematico e astronomo tedesco († 1621)
- Arnold Vinnen, giurista olandese († 1657)
- Sébastien Zamet, vescovo cattolico francese († 1655)
- Hendrick ter Brugghen, pittore olandese († 1629)
- Adrian von Mynsicht, alchimista tedesco († 1638)

## Morti

### Gennaio
- 5 gennaio - Qi Jiguang, generale e scrittore cinese (n. 1528)

### Febbraio
- 9 febbraio - Álvaro de Bazán, generale spagnolo (n. 1526)
- 12 febbraio - Joachim I von Alvensleben, politico tedesco (n. 1514)
- 22 febbraio - Jacopo Guidi, vescovo cattolico e teologo italiano (n. 1514)
- 24 febbraio - John Manners, IV conte di Rutland, nobile inglese (n. 1559)
- 24 febbraio - Johann Wier, medico olandese (n. 1515)

### Marzo
- 1º marzo - Vincenzo Morosini, politico italiano (n. 1511)
- 5 marzo - Enrico I di Borbone-Condé, principe (n. 1552)
- 9 marzo - Pomponio Amalteo, pittore italiano (n. 1505)
- 10 marzo - Theodor Zwinger, scienziato svizzero (n. 1533)
- 25 marzo - Giuseppe Moleti, scienziato italiano (n. 1531)

### Aprile
- 4 aprile - Federico II di Danimarca, re (n. 1534)
- 19 aprile - Paolo Veronese, pittore italiano (n. 1528)

### Maggio
- 5 maggio - Giorgio Biandrata, medico italiano (n. 1516)
- 28 maggio - Francesco Bandini Piccolomini, arcivescovo cattolico italiano (n. 1505)

### Giugno
- 2 giugno - Sperone Speroni, scrittore e filosofo italiano (n. 1500)
- 5 giugno - Anne Cecil, nobile inglese (n. 1556)
- 7 giugno - Filippo II di Baden-Baden, nobile tedesco (n. 1559)
- 10 giugno - Valentin Weigel, teologo, filosofo e scrittore tedesco (n. 1533)
- 13 giugno - Anna di Nassau, principessa (n. 1563)
- 20 giugno - Kumabe Chikanaga, sovrano (n. 1516)
- 23 giugno - Innocent Gentillet, giurista francese

### Luglio
- 5 luglio - Cornelio Firmano, vescovo cattolico italiano
- 7 luglio - Sassa Narimasa, militare giapponese (n. 1536)
- 16 luglio - Agnes Keith, nobile scozzese (n. 1540)
- 28 luglio - Giuliano di Pierfrancesco de' Medici, arcivescovo cattolico italiano (n. 1520)

### Agosto
- 6 agosto - Giosia I di Waldeck, nobile tedesco (n. 1554)
- 8 agosto - Tommaso Ferraro, pittore, scultore e architetto italiano
- 8 agosto - Alonso Sánchez Coello, pittore spagnolo
- 10 agosto - Bernardino Bricennio, vescovo cattolico italiano (n. 1513)
- 12 agosto - Alfonso Ferrabosco l'Anziano, compositore italiano (n. 1543)
- 28 agosto - Giovanni Antonio Volpe, vescovo cattolico italiano (n. 1513)
- 30 agosto - Margherita Ward,  inglese

### Settembre
- 3 settembre - Filippo Sassetti, mercante, linguista e viaggiatore italiano (n. 1540)
- 4 settembre - Robert Dudley, I conte di Leicester, conte inglese (n. 1532)
- 4 settembre - Claudio Gonzaga, nobile italiano (n. 1548)
- 24 settembre - Miguel de Oquendo y Segura, ammiraglio spagnolo (n. 1534)

### Ottobre
- 2 ottobre - Bernardino Telesio, filosofo e scrittore italiano (n. 1509)
- 10 ottobre - Nicolás Monardes, medico e botanico spagnolo (n. 1493)
- 23 ottobre - Juan Martínez de Recalde, ammiraglio spagnolo (n. 1540)

### Novembre
- 1º novembre - Jean Dorat, scrittore e poeta francese (n. 1508)
- 2 novembre - Wilhelmus Lindanus, vescovo cattolico, ebraista e teologo olandese (n. 1525)

### Dicembre
- 19 dicembre - Esther Handali, imprenditrice ottomana
- 23 dicembre - Enrico di Guisa, condottiero francese (n. 1550)
- 24 dicembre - Luigi di Guisa, cardinale e arcivescovo cattolico francese (n. 1555)

### Senza giorno specificato
- Giovanni Battista Antonelli, ingegnere militare italiano (n. 1527)
- Luigi Bardone, teologo italiano (n. 1505)
- Bartolomeo Bertazzoli, giurista, avvocato e politico italiano (n. 1520)
- Raffaello Borghini, commediografo e poeta italiano (n. 1537)
- Antonio Carafa, militare italiano
- Tiberio Carafa, vescovo cattolico italiano
- Maternus Cholinus, tipografo e editore tedesco (n. 1525)
- Doamna Chiajna, nobile romena (n. 1525)
- Diego Durán, religioso e storico spagnolo (n. 1537)
- Pietro Follerio, giurista italiano (n. 1518)
- Agostino Ghirlanda, pittore e letterato italiano
- Luis de Granada, teologo e presbitero spagnolo (n. 1504)
- Jacques Le Moyne de Morgues, cartografo e illustratore francese
- Marco Marchetti, pittore italiano
- Plautilla Nelli, religiosa e pittrice italiana (n. 1524)
- Bernardino Passeri, incisore, pittore e disegnatore italiano (n. 1540)
- Girolamo Pico della Mirandola, nobile e militare italiano (n. 1525)
- Anna Seymour, nobile (n. 1538)
- Kenau Simonsdochter Hasselaer, mercante olandese (n. 1526)
- Sinān, architetto ottomano (n. 1489)
- Sönam Gyatso, monaco buddhista tibetano (n. 1543)
- Pietro Soriano, presbitero italiano (n. 1515)
- Jacopo Strada, pittore, architetto e numismatico italiano (n. 1507)
- Sō Yoshishige, militare giapponese (n. 1532)
- Claudio I di Borbone-Busset, nobile francese (n. 1531)

## Calendario
| Calendario 1588 | Calendario 1588 | Calendario 1588 | Calendario 1588 | Calendario 1588 | Calendario 1588 | Calendario 1588 | Calendario 1588 | Calendario 1588 | Calendario 1588 | Calendario 1588 | Calendario 1588 | Calendario 1588 | Calendario 1588 | Calendario 1588 | Calendario 1588 | Calendario 1588 | Calendario 1588 | Calendario 1588 | Calendario 1588 | Calendario 1588 | Calendario 1588 | Calendario 1588 | Calendario 1588 | Calendario 1588 | Calendario 1588 | Calendario 1588 | Calendario 1588 | Calendario 1588 | Calendario 1588 | Calendario 1588 | Calendario 1588 | Calendario 1588 |
| --------------- | --------------- | --------------- | --------------- | --------------- | --------------- | --------------- | --------------- | --------------- | --------------- | --------------- | --------------- | --------------- | --------------- | --------------- | --------------- | --------------- | --------------- | --------------- | --------------- | --------------- | --------------- | --------------- | --------------- | --------------- | --------------- | --------------- | --------------- | --------------- | --------------- | --------------- | --------------- | --------------- |
|                 | 1               | 2               | 3               | 4               | 5               | 6               | 7               | 8               | 9               | 10              | 11              | 12              | 13              | 14              | 15              | 16              | 17              | 18              | 19              | 20              | 21              | 22              | 23              | 24              | 25              | 26              | 27              | 28              | 29              | 30              | 31              |                 |
| Gennaio         | Ve              | Sa              | Do              | Lu              | Ma              | Me              | Gi              | Ve              | Sa              | Do              | Lu              | Ma              | Me              | Gi              | Ve              | Sa              | Do              | Lu              | Ma              | Me              | Gi              | Ve              | Sa              | Do              | Lu              | Ma              | Me              | Gi              | Ve              | Sa              | Do              |                 |
| Febbraio        | Lu              | Ma              | Me              | Gi              | Ve              | Sa              | Do              | Lu              | Ma              | Me              | Gi              | Ve              | Sa              | Do              | Lu              | Ma              | Me              | Gi              | Ve              | Sa              | Do              | Lu              | Ma              | Me              | Gi              | Ve              | Sa              | Do              | Lu              |                 |                 |                 |
| Marzo           | Ma              | Me              | Gi              | Ve              | Sa              | Do              | Lu              | Ma              | Me              | Gi              | Ve              | Sa              | Do              | Lu              | Ma              | Me              | Gi              | Ve              | Sa              | Do              | Lu              | Ma              | Me              | Gi              | Ve              | Sa              | Do              | Lu              | Ma              | Me              | Gi              |                 |
| Aprile          | Ve              | Sa              | Do              | Lu              | Ma              | Me              | Gi              | Ve              | Sa              | Do              | Lu              | Ma              | Me              | Gi              | Ve              | Sa              | Do              | Lu              | Ma              | Me              | Gi              | Ve              | Sa              | Do              | Lu              | Ma              | Me              | Gi              | Ve              | Sa              |                 |                 |
| Maggio          | Do              | Lu              | Ma              | Me              | Gi              | Ve              | Sa              | Do              | Lu              | Ma              | Me              | Gi              | Ve              | Sa              | Do              | Lu              | Ma              | Me              | Gi              | Ve              | Sa              | Do              | Lu              | Ma              | Me              | Gi              | Ve              | Sa              | Do              | Lu              | Ma              |                 |
| Giugno          | Me              | Gi              | Ve              | Sa              | Do              | Lu              | Ma              | Me              | Gi              | Ve              | Sa              | Do              | Lu              | Ma              | Me              | Gi              | Ve              | Sa              | Do              | Lu              | Ma              | Me              | Gi              | Ve              | Sa              | Do              | Lu              | Ma              | Me              | Gi              |                 |                 |
| Luglio          | Ve              | Sa              | Do              | Lu              | Ma              | Me              | Gi              | Ve              | Sa              | Do              | Lu              | Ma              | Me              | Gi              | Ve              | Sa              | Do              | Lu              | Ma              | Me              | Gi              | Ve              | Sa              | Do              | Lu              | Ma              | Me              | Gi              | Ve              | Sa              | Do              |                 |
| Agosto          | Lu              | Ma              | Me              | Gi              | Ve              | Sa              | Do              | Lu              | Ma              | Me              | Gi              | Ve              | Sa              | Do              | Lu              | Ma              | Me              | Gi              | Ve              | Sa              | Do              | Lu              | Ma              | Me              | Gi              | Ve              | Sa              | Do              | Lu              | Ma              | Me              |                 |
| Settembre       | Gi              | Ve              | Sa              | Do              | Lu              | Ma              | Me              | Gi              | Ve              | Sa              | Do              | Lu              | Ma              | Me              | Gi              | Ve              | Sa              | Do              | Lu              | Ma              | Me              | Gi              | Ve              | Sa              | Do              | Lu              | Ma              | Me              | Gi              | Ve              |                 |                 |
| Ottobre         | Sa              | Do              | Lu              | Ma              | Me              | Gi              | Ve              | Sa              | Do              | Lu              | Ma              | Me              | Gi              | Ve              | Sa              | Do              | Lu              | Ma              | Me              | Gi              | Ve              | Sa              | Do              | Lu              | Ma              | Me              | Gi              | Ve              | Sa              | Do              | Lu              |                 |
| Novembre        | Ma              | Me              | Gi              | Ve              | Sa              | Do              | Lu              | Ma              | Me              | Gi              | Ve              | Sa              | Do              | Lu              | Ma              | Me              | Gi              | Ve              | Sa              | Do              | Lu              | Ma              | Me              | Gi              | Ve              | Sa              | Do              | Lu              | Ma              | Me              |                 |                 |
| Dicembre        | Gi              | Ve              | Sa              | Do              | Lu              | Ma              | Me              | Gi              | Ve              | Sa              | Do              | Lu              | Ma              | Me              | Gi              | Ve              | Sa              | Do              | Lu              | Ma              | Me              | Gi              | Ve              | Sa              | Do              | Lu              | Ma              | Me              | Gi              | Ve              | Sa              |                 |